# 존 맥러플린
존 맥러플린(John McLaughlin 존 매클로플린[*], 1942년 1월 4일 ~ )은 잉글랜드의 퓨전 재즈, 재즈록 기타리스트이다.

## 약력
1942년 요크셔 출생으로 음악적인 가정에서 자라났다.
1960년대초기 런던으로 간 그는 인도철학, 재즈, R&B 등을 흡수하며 앨범 Extrapolation을 발표한다. 그는 토니 윌리엄스의 라이프타임에 참여하여 1970년 Emergency!를 내놓고 명성을 얻었다. 이후 마일즈 데이비스 밴드에 합류하게 된 그는 In A Silent Way, Bitches Brew 등의 고전을 작업하였다.
마일즈 이후 자신의 밴드인 마하비시누 오케스트라를 결성한다. 리턴 투 포에버, 웨더 리포트와 함께 70년대 퓨전재즈의 전성기를 만들었으며 얀 해머와 빌리 코브햄과 같은 스타들을 배출하기도 했다.
1975년 자신의 주요 관심사였던 인도 음악을 결합시킨 밴드 샥티를 결성하는 등 재즈를 비롯해 인도 음악, 플라멩코, 클래식 등 다양한 스타일의 연주를 하고 있다.
2000년대 들어 샥티의 후신인 리멤버 샥티를 이끌고 있으며 리멤버 샥티는 2005년에 내한공연을 가진 바 있다.
이후 자신의 새로운 밴드 포스 디멘전을 2009년에 결성하여 꾸준히 활동하고 있다. 2014년 3월 19일 포스 디멘전의 내한공연을 가진다.
2017년도에 버클리 음악대학에서 명예박사 학위를 수여받았다.

## 발자취
런던에서 스튜디오 뮤지션으로서 경력을 시작한다. 그레이엄 본드, 롤링 스톤즈, 잭 브루스 등의 앨범에 참가. 존 서먼, 토니 옥슬리와 함께 1969년 첫 리더작 "Extrapolation"를 발표하였다.
1969년에 미국으로 건너가 토니 윌리엄스의 라이프 타임에 참여. 마일스 데이비스의 세션에도 종종 참여해 In A Silent Way, 맥러플린의 이름이 제목으로 들어 있는 Bitches Brew, On The Corner, Big Fun, A Tribute to Jack Johnson 등에 신용되고 있다. 마일스는 잭 존슨 앨범의 라이너 노트에서 맥러플린의 플레이를 높이 평가했다.
세션 플레이어로서 미로슬라브 비투스, 칼라 블레이, 웨인 쇼터, 래리 코리엘, 조 파렐 등의 앨범에 참여하고 있다.
1970년 초에 더글러스 레코드에서 두번째 앨범 Devotion을 발표하였고, 세번째 앨범인 My Goal's Beyond에서 인도 음악에 심취한 초기의 스타일을 확립한다. 여기에는 그가 이때 힌두교로 개종하고, 힌두교의 지도자인 스리 친모이의 제자가 된 일이 크게 작용했다. 이 앨범은 친모이에게 바치고 라이너 노트에는 그가 만든 시가 올려져 있다. 맥러플린이 처음 자신의 이름에 "마하비슈누"를 덧붙인 것도 이 앨범이다.
마일스 데이비스의 권유에 따라 1971년 맥러플린은 자신의 밴드인 마하비슈누 오케스트라를 결성하였다. 초기 멤버는 맥러플린과 제리 굿맨, 얀 해머(key), 릭 레이어드(b), 빌리 코브햄이었다. The Inner Mounting Flame, Birds Of Fire 등의 앨범에서 그들은 재즈 인도 음악, 록 등을 독특한 고도의 앙상블에서 융합시킴으로써 큰 성공을 거뒀다. 한번의 일시적 해산(1973년)과 몇 차례의 멤버 체인지를 거쳐 최종적으로는 1975년에 밴드는 해산하지만 이들의 성공은 퓨전이란 장르의 발전에 크게 기여했다.
마하비슈누 오케스트라의 해체를 전후해 맥러플린은 인도인 음악가들과 함께 밴드 샥티를 결성했다. 샥티에서 그는 간결한 어쿠스틱 기타를 이용해 인도 음악을 재즈로 편곡한 연주를 한다. 미국, 유럽 뿐 아니라 인도 내 등에서도 연주 활동을 펼치고 높은 음악적 평가를 받았다.
맥러플린은 힌두교 지도자인 스리 친모이에게 사사했으며 함께 입문한 카를로스 산타나와 함께 1973년에 콜라보레이션 앨범 Love Devotion Surrender을 발표하면서 존 콜트레인의 커버곡 등을 수록했다.
1979년, 파코 데 루시아, 래리 코리엘과 함께 기타 트리오를 결성하였다. 1980년에는 코리엘이 떠나고 대신 알 디 미올라가 가입한다. 이 트리오는 1996년 재결성되어 녹음과 투어를 하였다.
1980년대 말부터 1990년대 초 그는 기타 신디사이저를 사용, 퍼커션 주자 트릴락 구르투, 베이시스트 카이 에크하르트, 도미니크 디 피아자와 함께 투어를 진행한 앨범 John Mclaughlin Trio Live, Que Alegria를 발표하였고, 런던 교향악단과 협연한 Mediterranean을 발표하였다. 그리고 1995년에는 그동안의 활동을 집대성한 The Promise을 발표하였는데 한때 그에게 영향을 받았다는 록 기타리스트 제프 벡과의 공연이 화제였다.
1980년대에는 일시적으로 마하비슈누 오케스트라를 재결성하고 라이브 활동을 벌이고 있다. 이때의 영상은 DVD로서 발매되고 있는데 그는 신클라비아 신디사이저의 기타형 콘트롤러를 사용하고 있는 모습을 볼 수 있다.
1990년대말에는 일렉트릭 사운드의 Heart of things밴드의 활동이나, 샥티의 전 멤버에 새로운 멤버를 추가해 리멤버 샥티로 활동했다. 2004년과 2007년에 에릭 클랩튼이 주최한 크로스 로드 기타 축제에 참가하였다. 2007년부터는 게리 허즈번드, 아드리안 페라우드, 마크 몬데시르와 함께 포스 디멘전으로 월드 투어를 했다. 2008년 10월에는 칙 코리아와 파이브 피스 밴드로 월드 투어를 하였다.

## 음반 목록

### 솔로 앨범
- Extrapolation
- en:Where Fortune Smiles
- Devotion
- en:My Goal's Beyond
- en:Electric Guitarist
- Electric Dreams
- Belo Horizonte
- en:Passion, Grace and Fire
- en:Music Spoken Here
- Mediterranean Concerto (For Guitar and Orchestra) (Live)
- Live at the Royal Festival Hall
- en:Que Alegria
- Time Remembered: John McLaughlin Plays Bill Evans
- Tokyo Live
- After the Rain
- The Promise
- en:The Guitar Trio
- en:The Heart of Things
- en:The Heart of Things: Live in Paris
- en:Thieves and Poets
- en:Industrial Zen
- en:Floating Point
- en:To the One as The 4th Dimension
- en:Now Here This as The 4th Dimension

### 마일즈 데이비스 밴드
- en:In a Silent Way
- en:Bitches Brew
- Jack Johnson
- Live-Evil
- en:On the Corner
- Big Fun
- en:Get Up with It
- en:Circle in the Round
- Directions
- You're Under Arrest
- Aura
- en:The Cellar Door Sessions

### 마하비시누 오케스트라
- en:The Inner Mounting Flame
- en:Birds of Fire
- en:The Lost Trident Sessions
- en:Between Nothingness and Eternity
- Apocalypse
- en:Visions of the Emerald Beyond
- en:Inner Worlds
- The Best of Mahavishnu Orchestra
- Mahavishnu
- en:Adventures in Radioland
- The Collection

### 샥티
- Shakti with John McLaughlin
- en:A Handful of Beauty
- Natural Elements
- The Best of Shakti
- Remember Shakti
- The Believer as Remember Shakti
- Saturday Night in Bombay  as Remember Shakti
- Shakti as Remember Shakti

### 협연
- Own Up
- Experiments with Pops
- Hair at Its Hairiest
- Infinite Search
- Super Nova
- Emergency!
- Turn It Over
- en:Things We Like
- Purple
- Follow Your Heart
- Innovations
- Solid Bond
- Spaces
- en:Escalator over the Hill
- en:One Man Dog
- en:Love Devotion Surrender
- Welcome
- en:Moto Grosso Feio
- Journey to Love
- Planet End
- Live (1976-1977)
- School Days
- en:Friday Night in San Francisco
- The Alternative Man
- en:Round Midnight (soundtrack)
- Other Side of Round Midnight
- Gladrags
- Making Music
- Love of Colours
- Divine Light: Reconstructions & Mix Translation
- Finally the Rain Has Come
- Someday
- en:Universal Syncopations
- Power of Soul
- Hymns for Peace: Live at Montreux 2004
- Hadrian Feraud
- en:Five Peace Band Live

## 참고
1. ↑  http://www.playdb.co.kr/playdb/playdbDetail.asp?sReqPlayno=1459
2. ↑  http://www.playdb.co.kr/playdb/playdbDetail.asp?sReqPlayno=58555